# Emília Martí Vilaplana
Emília Martí Vilaplana (Alcoi, 1851 - íd. 13 de gener de 1915) fou una monja agustina alcoiana organista i compositora.
De jove ingressà en el monestir del Sant Sepulcre de le Agustines Descalces Reformades d’Alcoi amb el nom de mare Emília de Nostra Senyora de la Saleta i es formà com a organista. Al convent exercí els càrrecs de mestra de novícies i subpriora.
Compongué música sacra, especialment cantates, lletanies i motets, i, tot i que moltes de les peces es perderen amb la Guerra Civil espanyola, al convent se n'han conservat algunes partitures. També escrigué poesia.

## Obra
- Cantates: Gozos a la Santísima Virgen, Himno al Beato Juan de Ribera, Jornadas para el tiempo de Adviento
- Lletanies: Dos Credidis
- Motets: O sacrum convivium, Tantum ergo[1][2]